# Arvaikheer
Arvaikheer ( Língua mongol Арвайхээр ) é uma cidade localizada nos estepes, no centro de Mongólia, é a capital da província de Övörkhangay. Arvaikheer fica a uma distância de 430km da capital do país, Ulan Bator.

## População
De acordo com o senso de 2010, Arvaikheer tinha uma população estimada de 21 705 habitantes.
A cidade é conhecida na região como centro tradicional de produtos artesanais, pecuária e esportes equestres.